# Бебі Бос 2: Сімейний бізнес
«Бебі Бос 2: Сімейний бізнес» (англ. The Boss Baby: Family Business) — повнометражний американський мультфільм виробництва студії «DreamWorks Animation», продовження мультфільму «Бебі бос» 2017 року. Прем'єра в Україні відбулася 1 липня 2021 року.

## Сюжет
Пройшли роки, Тім займається домогосподарством, виховуючи двох доньок, Табіту і Тіну, а його брат Тед - багатий бізнесмен, який практично не навідує рідних. Проте Тіна виявляється працівником Корпорації малюків і зводить братів разом для боротьби проти власника мережі шкіл для найрозумніших дітей, який загрожує існуванню батьків.

## Ролі озвучили
- Алек Болдвін — Теодор Темплтон / Бебі бос
- Джеймс Марсден — Тім
- Емі Седаріс — Тіна Темплтон
- Аріана Грінблатт — Табіта Темплтон
- Джефф Голдблюм — Доктор Армстронг
- Єва Лонгорія — Керол Темплтон
- Джиммі Кіммел — Тед Темплтон
- Ліза Кудров — Дженніс Темплтон
- Джеймс Макграт — Віззі